# Calladrons
Calladrons és un poble situat en un tossal, a l'esquerra del riu Guard (o riera de Calladrons), pertanyent al municipi de Benavarri, a la Baixa Ribagorça. Va formar ajuntament al costat d'Entença i Siscar fins al 1974 que es van unir a Benavarri.

## Patrimoni
- Església romànica de segle xii amb modificacions del XVI i xviii.[3]
- Ermita de Santa Anna, del segle xii, al cementiri.
- Mas del Maestret.